# سفارة إيران في فرنسا
سفارة إيران في فرنسا هي أرفع تمثيل دبلوماسي لدولة إيران لدى فرنسا. تقع السفارة في وهي تهدف لتعزيز المصالح الإيرانية في فرنسا.

## وصلات خارجية
- الموقع الرسمي
- قائمة سفارات إيران
- قائمة السفارات في فرنسا